# Брайан Орган
Брайан Орган (народився 31 серпня 1935 року у Лестері )   — один із провідних англійських художників-портретистів 20 століття. На його полотнах представлені портрети видатних громадських діячів та членів британської королівської родини.

## Біографія
Брайан Орган народився 31 серпня 1935 року. Він навчався у Коледжі мистецтв Лафборо та Школах Королівської академії (1952–59), після отримання освіти викладав у Коледжі мистецтв Лафборо (1959–66).  У 1967 році Орган залишив коледж і продовжив малювати. Його перша персональна виставка була у Лестерській міській художній галереї (1958), коли він ще був студентом. У 1967 році картини Брайана Органа були представлені в галереї Редферн.  
Орган живе і працює в Лестерширі та Лондоні.  Він є хрещеним батьком принца Гаррі, герцога Сассекського. 

## Портретист
Брайан Орган зацікавився портретом у середині 1960-х років, коли писати портрети було немодно. Портрет Органа не був окремим мистецтвом."Портрет - це картина, що представляє ті самі проблеми, що й натюрморт, пейзаж чи реферат", наголошував художник.  
Перший портрет Орган написав у 1966 році, то був портрет журналіста і сатирика Малкольма Маггеріджа. За словами Органа, цьому передувала велика підготовка: "Я проводив із ним значну кількість часу, спостерігаючи за тим, як він рухається, жестикулює та говорить. Зрештою, для кожного, хто бачив Маггеріджа по телевізору, зображення, яке він вигадує, не є статичним, воно постійно рухається. Тому я зробив багато досліджень, і з них зробив дистиляцію, зберігаючи впізнавані характеристики, але усуваючи несуттєві речі." У цей час Орган також малював композитора Майкла Тіппетта. Портрети Маггеріджа [Архівовано 23 липня 2019 у Wayback Machine.] і Тіппетта [Архівовано 30 березня 2022 у Wayback Machine.] були включені в першу виставку Органа в галереї Редферн, яка відбулася в березні 1967 року.
Брайан Орган найбільш відомий своїми портретами видатних діячів та членів Королівської родини, та він також створив низку інших робіт. Сюди входять його літографії птахів і тварин, такі як "Чотири птахи" (1977), "Чотири голови диких котів" (1974) і "Монарх Глена після Ландсіра" (1974). 
Пейзажі в публічних колекціях включають "Hotel Timeo" (1975) [Архівовано 27 січня 2021 у Wayback Machine.] і "Сицилійське вікно" (1975) [Архівовано 26 лютого 2021 у Wayback Machine.], а також його переосмислення класичної книги " Офелія " Джона Еверетта Мілле ("Офелія", 1974) [Архівовано 12 серпня 2020 у Wayback Machine.] 

## Портрети відомих сучасників
Брайан Орган протягом своєї кар’єри писав портрети, включаючи офіційні портрети останніх трьох канцлерів Оксфордського університету (Гарольда Макміллана, Роя Дженкінса та Кріса Паттена).  Орган був першим художником за межами Франції, якому доручили писати французького президента Франсуа Міттерана, 1984). 
Серед відомих громадських діячів, яких він писав, - Елтон Джон (1973, полотно, акрил, 152 х 152 см) та сер Девід Аттенборо (2016, акрил на полотні 102 х 152). Останній портрет представлений Аттенборо в музеї та художній галереї Лестера New Walk, де він знаходиться поруч із портретом Органа брата сера Девіда, сера Річарда Аттенборо ("Сер Річард Аттенборо", 1985–86) 
Його портрет принца Чарльза ( Принц Чарльз (1980, акрил на полотні 118 х 118 см) ) був замовлений Опікунами Національної портретної галереї в 1980 році. Це була перша робота в сучасній програмі [Архівовано 2 грудня 2020 у Wayback Machine.] Галереї щодо активного замовлення портретів [Архівовано 2 грудня 2020 у Wayback Machine.] і є першим  мальованим зображенням принца, яке увійшло до Національної портретної галереї. 
У 1980 році Національна портретна галерея замовила Органу портрет Діани, принцеси Уельської ('Діана, принцеса Уельська', 1981 Акрил на полотні 178 х 178 см) [Архівовано 3 березня 2021 у Wayback Machine.]. Принцеса зображена в Жовтій вітальні Букінгемського палацу.  Це єдиний офіційний портрет принцеси. Принц Чарльз і леді Діана були "дуже задоволені" портретом, який був завершений і показаний безпосередньо перед їхнім шлюбом.  Картини Чарльза та Діани були описані директором Національної портретної галереї Джоном Хейсом як "прорив у королівському портреті", оскільки вони продемонстрували різкий контраст із колекцією галереї більш традиційних портретів королів та королів. Без прикрас на коронах та вишуканих прикрас ці картини пропонували «тонке свято скромності сучасного принца та монархії» [ Тристрам Хант.
Після відкриття в Національній портретній галереї портрет Діани бувпошкоджений  північноірландським протестуючим 29 серпня 1981 року.  Пол Салмон, студент Белфаста у віці 20 років, кинувся повз охоронців і прорізав по діагоналі похилу лінію на картині. Пізніше він визнав свою вину, за звинуваченням у "заподіянні кримінальної шкоди" був засуджений до 6 місяців ув'язнення та зобов'язання заплатити за реставрацію картини. 
У 1970 році Брайану Органу було доручено намалювати портрет принцеси Маргарет ( "HRH The Princess Margaret", 1970, полотно, олія, 152,5 x 152 см [Архівовано 22 липня 2019 у Wayback Machine.] )  у " Лінкольн Інн". Орган погодився виконати доручення лише в тому випадку, якщо йому нададуть повну художню свободу. Він вважав, що потрібно писати принцесу так, щоб вона відображала добу, в якій вона жила.  Картина була представлена в Національній портретній галереї в серпні 1970 рок. Портрет виявився надзвичайно суперечливим і був описаний New York Times як "похмурий". Сама Маргарет похвалила цей твір за точне передавання свого способу життя. 

## Доля полотен художника
Орган переважно писав портрети, та в його доробку є і пейзажні картини, такі як "Ст. Панкрас" [Архівовано 22 липня 2019 у Wayback Machine.] (Музей і художня галерея Лестера Нова прогулянка), та літографічні дослідження тварин. Лондонська Національна портретна галерея вміщує шістнадцять його портретів, шість з яких замовлені опікунами галереї.  [Архівовано 17 січня 2021 у Wayback Machine.]